# Waldemar Pawlak
Waldemar Pawlak (* 5. září 1959 Model) je polský politik, předseda Polské lidové strany a bývalý premiér Polska.
Dvakrát působil ve funkci premiéra. Poprvé krátce v roce 1992, kdy se neúspěšně pokoušel sestavit vládu po pádu kabinetu Jana Olszewského, a posléze v letech 1993 až 1995, kdy stál v čele koaliční vlády SLD a PSL. V roce 1995 též kandidoval v prezidentských volbách, ale obdržel pouze 4,31 % hlasů. Na prezidenta kandidoval znovu ve volbách 2010, ale obdržel jen 1,75 % hlasů.
V listopadu 2007 se stal vicepremiérem a ministrem ekonomiky ve vládě Donalda Tuska, kde působil až do listopadu 2012.